# 新基礎集合論
数理論理学において新基礎集合論 (しんきそしゅうごうろん、英: New Foundations) またはNF集合論とは、プリンキピア・マテマティカの型理論を単純化したものとしてウィラード・ヴァン・オーマン・クワインによって考案された、公理的集合論の一種である。この名称は、クワインが1937年における記事『数理論理学の新基礎』において初めて提唱したことに由来する。現在広く受け入れられているのはクワインが提唱したもともとの体系NFを少し修正したNFUと呼ばれる体系である。